# Сантьяго, Фернандо де
Фернандо де Сантьяго-и-Диас де Мендивиль (исп. Fernando de Santiago y Díaz de Mendívil; 23 июля 1910 года — 6 ноября 1994 года) был консервативным заместителем и временным премьер-министром Испании во время перехода Испании к демократии в конце 1970-х годов. Ранее он был генералом в гражданской войне в Испании и в испанском штате Каудильо Франсиско Франко.
Будучи активным солдатом, Сантьяго участвовал во Второй марокканской войне в 1920-х годах и присоединился к испанским националистам в гражданской войне 1936 года, дослужившись до звания генерал-лейтенанта. Во франкистской Испании он работал профессором, а затем директором Высшего политехнического колледжа (Высшего политехнического колледжа).
В последние годы правления Франко, с 4 марта 1971 года по 24 апреля 1974 года, Каудильо поручил Сантьяго как политическую, так и военную задачу: занять пост генерал-губернатора испанской Сахары после того, как испанские войска уничтожили представителей местной независимости. , движение в «Интифаде Земли». Сантьяго привел к введению ограниченного самоуправления в регионе, которое в конечном итоге было деколонизировано несколько лет спустя.
После смерти Франко 20 ноября 1975 года Сантьяго был назначен вице-президентом де Гобиерно Пара ла Дефенс (заместителем премьер-министра обороны) первого испанского правительства после Франко при премьер-министре Карлосе Ариасе Наварро. После отставки Ариаса Сантьяго он некоторое время занимал пост временного премьер-министра с 1 по 3 июля 1976 года.
Под руководством Адольфо Суареса Сантьяго оставался главным вице-премьером, но отказывался контролировать Министерство обороны. В то время как Ариас Наварро считался франкоистом, Суарес был бы реформатором, который приведет Испанию на путь демократии. Сантьяго будет резким критиком правительства Суареса. Он подал в отставку вскоре после того, как Суарес объявил, что поддержит Ley para la Reforma политической (закон о политической реформе) и его призыв к открытым выборам; его отставка была принята 21 сентября 1976 года.
Снаружи Сантьяго продолжал встречаться с консервативными военными чиновниками, обеспокоенными демократизацией и либерализацией Испании. В сентябре 1977 года он встретился с группой военных лидеров, в том числе с Хайме Милансом дель Бошем, который тайно написал письмо королю Хуану Карлосу I с просьбой предпринять «действия по спасению судьбы Отечества». Позднее Босх был замешан в попытке государственного переворота 23 февраля 1981 года.
Умер в 1994 году в возрасте 84 года.